# 紀元前579年
紀元前579年（きげんぜん579ねん）は、西暦（ローマ暦）による年。紀元前1世紀の共和政ローマ末期以降の古代ローマにおいては、ローマ建国紀元175年として知られていた。紀年法として西暦（キリスト紀元）がヨーロッパで広く普及した中世時代初期以降、この年は紀元前579年と表記されるのが一般的となった。

## 他の紀年法
- 干支 : 壬午
- 日本
  - 皇紀82年
  - 綏靖天皇3年
- 中国
  - 周 - 簡王7年
  - 魯 - 成公12年
  - 斉 - 霊公3年
  - 晋 - 厲公2年
  - 秦 - 桓公25年
  - 楚 - 共王12年
  - 宋 - 共公10年
  - 衛 - 定公10年
  - 陳 - 成公20年
  - 蔡 - 景侯13年
  - 曹 - 宣公16年
  - 鄭 - 成公6年
  - 燕 - 昭公8年
  - 呉 - 寿夢7年
- 朝鮮
  - 檀紀1755年
- ユダヤ暦 : 3182年 - 3183年

## できごと

### 中国
- 晋の士燮が楚の公子罷と許偃と会合し、宋の西門の外で盟を交わした。
- 晋の厲公・魯の成公・衛の定公が瑣沢で会合し、楚との和議を承認した。
- 晋軍が交剛で狄を撃破した。
- 晋の郤至が使節として楚に赴き、厲公の代理で盟を交わした。
- 楚の公子罷が使節として晋に赴き、共王の代理で盟を交わした。
- 晋の厲公が楚の公子罷と赤棘で盟を交わした。

## 死去
- タルクィニウス・プリスクス